# 艾蜜莉·福克斯
艾蜜莉·安·福克斯（英語：Emily Ann Fox，1998年7月5日—）是美國職業女子足球運動員，司職後衛，現效力英女超球隊兵工廠女子足球俱樂部和美國國家女子足球隊。
福克斯在大學時期效力於北卡羅萊納大學焦油腳隊，曾隨隊挺進2018年NCAA第一級別女子足球大學盃決賽奪得亞軍，並於2018年至2020年連續三度入選大西洋沿岸聯盟（ACC）年度最佳陣容以及2019年NCAA第一級別全美最佳陣容。2021年1月，福克斯參加國家女子足球聯賽大學選秀，以選秀狀元之姿中選肯塔基州的路易維爾競技，開啟其職業足球生涯。

## 早期生活
艾蜜莉·福克斯出生於維吉尼亞州北部勞登郡的阿什本。她是亞歷克斯·福克斯（Alex Fox）和萊絲莉·福克斯（Leslie Fox）的第二個孩子。艾蜜莉的哥哥加勒特（Garrett）是現役美國陸軍國民兵，妹妹勞倫（Lauren）是朗伍德大學的壘球運動員。
福克斯曾就讀阿什本的石橋高中並效力石橋鬥牛犬足球隊（Stone Bridge Bulldogs）。高一那年，她帶領隊伍進入維吉尼亞州際第五級錦標賽決賽（VHSL 5A state championship），在全賽事累計16顆進球、6次助攻，並入選全州、全區最佳陣容以及全大都會第二佳陣容。她亮眼的表現很快受到北卡羅萊納大學教堂山分校焦油腳隊的注意，正好福克斯也將該學校視為第一志願。
2017年，福克斯如願進入教堂山分校並效力北卡羅萊納焦油腳隊，她在累計先發13場比賽後因前十字韌帶斷裂而缺席該賽季剩餘的比賽。同年，她入選大西洋沿岸聯盟（ACC）的全聯盟第三佳陣容和最佳大一新生陣容。2018年，福克斯傷癒復出，一路連續18場比賽以先發陣容登場。同年11月，福克斯因為被美國國家隊徵召而缺席2018年NCAA第一級別足球錦標賽的前兩個回合，她在對陣UCLA棕熊隊的半準決賽回歸，並在該場比賽幫助隊友多利安·貝利進球以2比0領先棕熊隊。最終，焦油腳隊在大學盃決賽敗給佛羅里達州立塞米諾爾隊，不過福克斯仍入選大學盃賽事最佳陣容及ACC年度最佳陣容（First Team）。

## 俱樂部生涯

### 路易維爾競技
2021年1月，福克斯參加國家女子足球聯賽（NWSL）大學選秀，並以選秀狀元之姿中選路易維爾競技。同年4月10日，福克斯在對陣奧蘭多榮耀的NWSL挑戰盃分區賽首次代表路易維爾競技出場，並於該場比賽助攻隊友西西·凱澤進球，幫助隊伍領先比分。
5月15日，福克斯在對陣堪薩斯城NWSL的揭幕戰完成職業聯賽首秀。她在2021年賽季的攔截次數高達115次，總出場時間更是所有新秀球員中最多的，累計23次出場（全24場）中有22場比賽均為先發上陣。福克斯在路易維爾競技的首個賽季便入選NWSL年度次佳陣容，並和前鋒崔妮蒂·羅德曼、中場維多利亞·皮克特一同角逐年度最佳新秀球員，最後該獎項由羅德曼奪下。

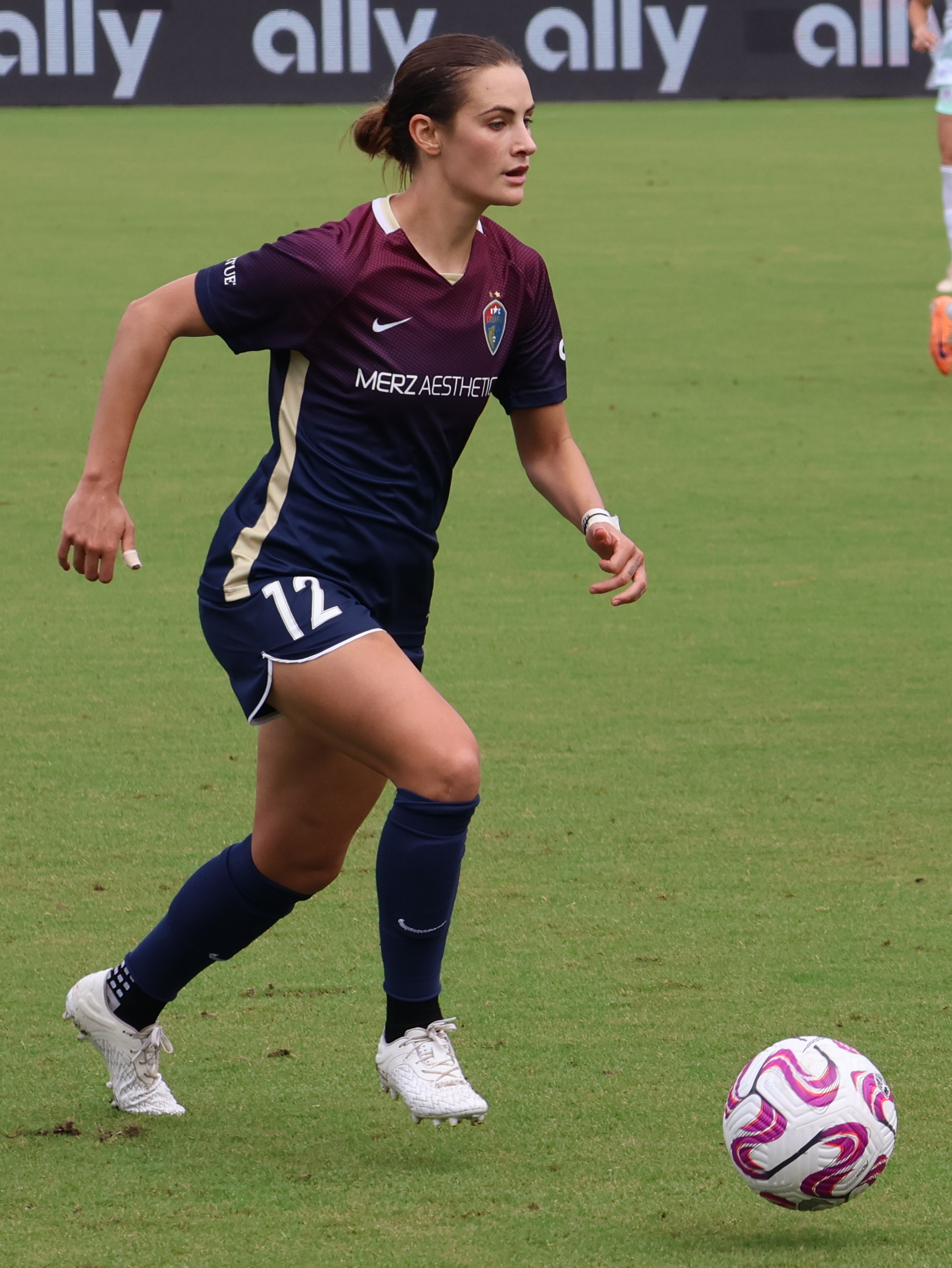
福克斯代表北卡羅萊納勇氣參加2023年NWSL挑戰盃決賽

2022年賽季開始前，路易維爾競技總教練基姆·比約克格倫宣布福克斯和潔瑪·邦納、潔西卡·麥當勞、娜迪亞·納迪姆等人共同擔任隊長。2022年4月30日，福克斯在對陣芝加哥紅星的首輪例行賽打進她的首個職業聯賽入球，並拿下該場比賽的最佳球員獎。福克斯於該賽季累計17次出場且皆為先發上陣。

### 北卡羅萊納勇氣
2023年1月，北卡羅萊納勇氣向路易維爾競技出售兩個後衛艾比·厄塞格和卡森·皮克特以換取福克斯。同年4月，福克斯代表北卡羅萊納勇氣參加4場NWSL挑戰盃賽事，幫助勇氣隊兩度衛冕挑戰盃冠軍。福克斯在2023年賽季累計18次出場，幫助北卡羅萊納勇氣以積分第三名晉級季後賽。雖然勇氣隊在季後賽第一回合不敵當年冠軍得主紐澤西/紐約高譚，不過福克斯仍再度入選賽季年度次佳陣容。

### 兵工廠
2024年1月11日，英格蘭女子超級聯賽球隊兵工廠女子足球俱樂部宣布簽下福克斯。她在宣布轉會的三天後便代表球隊先發上陣，參加在主場美度公園球場對陣沃特福德的足總盃比賽，幫助兵工廠以5比1取得勝利。1月20日，福克斯完成她的女子英超首秀。1月28日，福克斯在對陣利物浦的英超比賽繳出首次助攻，兵工廠在該場比賽的兩個進球均是因為她將球精準傳送到隊友腳下並成功射門，幫助兵工廠以2比0擊敗利物浦，且福克斯也獲得本場最佳球員獎。

## 國家隊生涯

### 青年國家隊
2015年，福克斯被徵召參加中北美洲及加勒比海女子U20足球錦標賽，並在揭幕戰打入一球，幫助美國以2比2打平墨西哥。她出席了每一場比賽，最終幫助美國奪下第5座U20錦標賽冠軍。2016年，福克斯參加了在巴布亞新幾內亞舉辦的國際足協女子U20世界盃，最終美國在季軍戰不敵日本，收下一座殿軍。
2018年1月，福克斯因前十字韌帶斷裂缺席中北美洲及加勒比海U20錦標賽。同年8月，福克斯在2018年國際足協女子U-20世界盃復出，她和隊友萨万娜·德梅洛、艾許莉·桑切斯均是兩度入選女子U20世界盃參賽名單。福克斯在2018年U20世界盃僅出席對陣西班牙的第三回合小組賽，美國雖曾在小組賽以6比0大勝巴拉圭，但最終積分僅有4分，所以無緣晉級淘汰賽。

### 成年國家隊

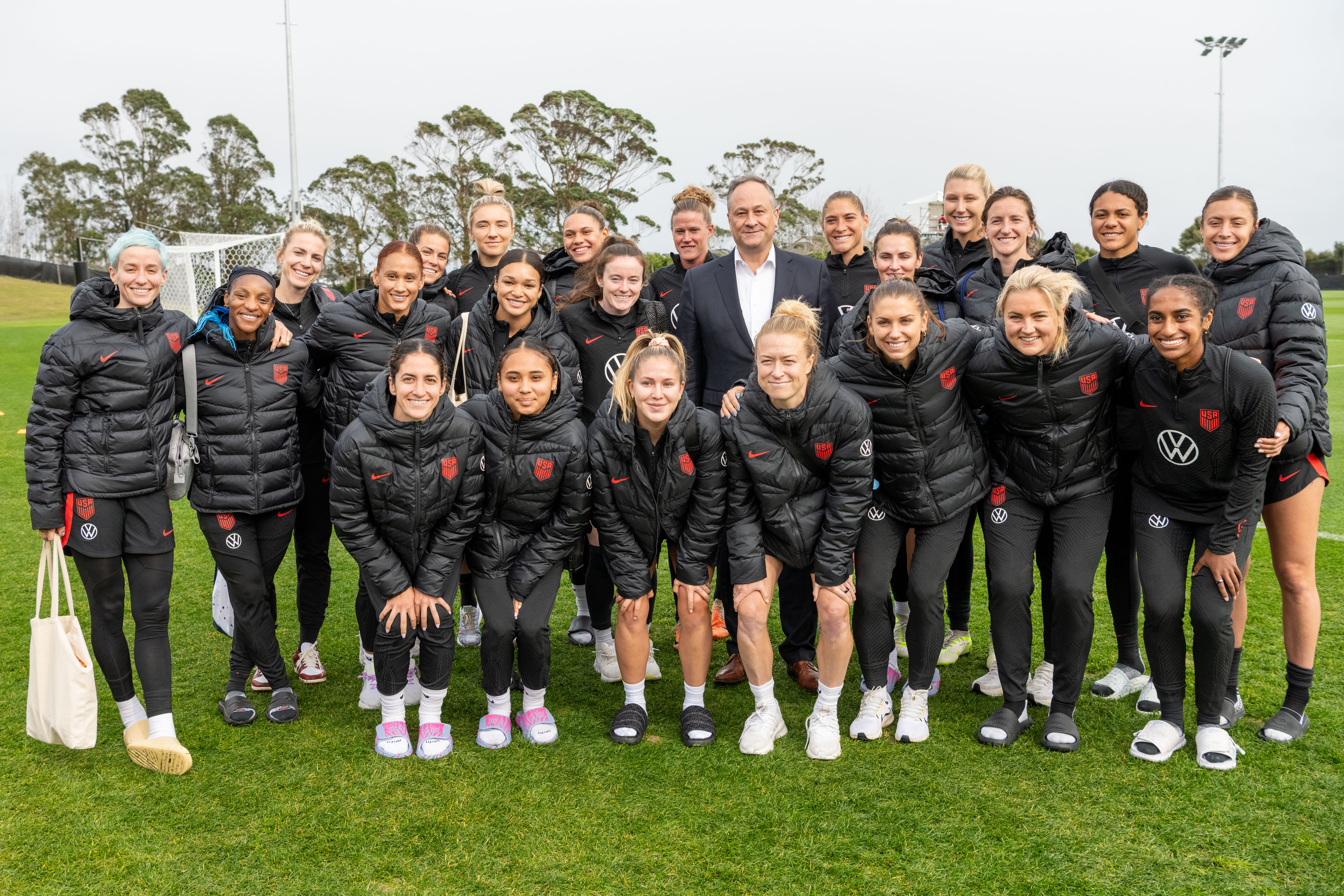
2023年7月，福克斯（後排右五）與美國女足和第39任美國第二先生任德龍合照。

2018年10月，福克斯首次獲成年國家隊徵召參加兩場11月在歐洲作客的友誼賽。11月8日，福克斯在對陣葡萄牙的比賽先發登場，完成她的成年國家隊首秀；她在11月13日對陣蘇格蘭也先發登場，兩場比賽美國均以1比0取勝，前者更是美國的第500場勝利里程碑。
2019年2月12日，福克斯原先僅有被邀請參加她相信盃的賽前訓練營。兩週後，中場球員丹妮爾·科拉普里科因傷退賽，則由福克斯替補上陣。美國在2019年她相信盃最終以兩分之差位居第二名，並由英格蘭奪下該屆冠軍。
2023年4月8日，美國在奧斯汀Q2體育場迎戰愛爾蘭的友誼賽中，福克斯於第36分鐘接到隊友安迪·沙利文的傳球後，隨即在禁區外低空射門打入她的生涯首顆國家隊進球，幫助美國以2比0贏得勝利。
2023年6月21日，總教練弗拉特科·安多諾夫斯基徵召福克斯等23名球員參加2023年國際足協女子世界盃。這是福克斯參加的首屆世界盃賽事，她在4場比賽中均先發上陣，並在最後一戰對陣瑞典的十六強賽被老將凱莉·歐哈拉換下，然而，後者在十二碼大戰射失第七輪點球，使美國止步於十六強，創下隊史最差世界盃成績。
2023年底，福克斯首次獲美國足協提名美國足球小姐，該獎項最後由娜歐蜜·格瑪奪得。
2024年6月26日，美國總教練艾瑪·海耶斯徵召福克斯等22名球員參加2024年巴黎奧運女子足球比賽。8月10日，她在對陣巴西的金牌戰幫助美國贏得勝利，收下一面金牌。

## 生涯數據

### 俱樂部統計
最後更新：2025年5月24日
| 球隊           | 賽季     | 聯賽     | 聯賽 | 聯賽 | 全國盃賽 | 全國盃賽 | 聯賽盃 | 聯賽盃 | 洲際盃賽 | 洲際盃賽 | 其他 | 其他 | 總計 | 總計 |
| 球隊           | 賽季     | 分級     | 出場 | 進球 | 出場     | 進球     | 出場   | 進球   | 出場     | 進球     | 出場 | 進球 | 出場 | 進球 |
| -------------- | -------- | -------- | ---- | ---- | -------- | -------- | ------ | ------ | -------- | -------- | ---- | ---- | ---- | ---- |
| 路易維爾競技   | 2021     | NWSL     | 23   | 0    | —        | —        | 4      | 0      | —        | —        | —    | —    | 27   | 0    |
| 路易維爾競技   | 2022     | NWSL     | 17   | 1    | —        | —        | 6      | 0      | —        | —        | —    | —    | 23   | 1    |
| 路易維爾競技   | 小計     | 小計     | 40   | 1    | —        | —        | 10     | 0      | —        | —        | —    | —    | 50   | 1    |
| 北卡羅萊納勇氣 | 2023     | NWSL     | 18   | 0    | —        | —        | 4      | 0      | —        | —        | 1    | 0    | 23   | 0    |
| 兵工廠         | 2023–24  | 英女超   | 10   | 0    | 2        | 0        | 1      | 0      | 0        | 0        | —    | —    | 13   | 0    |
| 兵工廠         | 2024–25  | 英女超   | 21   | 1    | 3        | 0        | 2      | 0      | 14       | 1        | —    | —    | 40   | 2    |
| 兵工廠         | 小計     | 小計     | 31   | 1    | 5        | 0        | 3      | 0      | 14       | 1        | —    | —    | 53   | 2    |
| 生涯總計       | 生涯總計 | 生涯總計 | 89   | 2    | 5        | 0        | 17     | 0      | 14       | 1        | 1    | 0    | 126  | 3    |

1. ↑  包括英格蘭女子足總盃
2. ↑  包括國家女子足球聯賽挑戰盃（英语：NWSL Challenge Cup）、英格蘭女子聯賽盃（英语：FA Women's League Cup）
3. ↑  包括歐洲女子冠軍聯賽
4. ↑  包括國家女子足球聯賽季後賽

### 國家隊統計
最後更新：2025年6月3日
| 國家隊 | 年份 | 出場數 | 進球數 | 助攻數 |
| ------ | ---- | ------ | ------ | ------ |
| 美國   | 2018 | 2      | 0      | 0      |
| 美國   | 2019 | 1      | 0      | 0      |
| 美國   | 2020 | —      | —      | —      |
| 美國   | 2021 | 5      | 0      | 0      |
| 美國   | 2022 | 14     | 0      | 1      |
| 美國   | 2023 | 17     | 1      | 1      |
| 美國   | 2024 | 23     | 0      | 1      |
| 美國   | 2025 | 5      | 0      | 1      |
| 總計   | 總計 | 67     | 1      | 4      |

### 國家隊進球
比分左側皆為美國隊進球數，「進球比分」表示福克斯進球時的比分。
| # | 日期         | 比賽場館                     | 出場次數 | 對手   | 進球比分 | 終場比分 | 賽事名稱 | Ref.   |
| - | ------------ | ---------------------------- | -------- | ------ | -------- | -------- | -------- | ------ |
| 1 | 2023年4月8日 | 美國德克薩斯州奧斯汀Q2體育場 | 28       | 愛爾蘭 | 1–0      | 2–0      | 友誼賽   | [ 51 ] |

## 榮譽
北卡羅萊納焦油腳
- NCAA第一級別女子足球大學盃（英语：2018 NCAA Division I women's soccer tournament#College Cup）亞軍：2018[3]

 兵工廠
- 歐洲女子冠軍聯賽冠軍：2024–25[52]
- 英格蘭女子聯賽盃（英语：FA Women's League Cup）冠軍：2023–24（英语：2023–24 FA Women's League Cup）[53]

 國家隊
- 奧運女子足球比賽金牌：2024[54]
- 中北美洲及加勒比海女子足球錦標賽冠軍：2022[55]
- 美洲女子金盃冠軍：2024[56]
- 她相信盃（英语：SheBelieves Cup）冠軍：2022（英语：2022 SheBelieves Cup）[57]、2023（英语：2023 SheBelieves Cup）[58]、2024（英语：2023 SheBelieves Cup）[59]

個人
- NCAA第一級別全美最佳女子足球陣容：2019[4]
- 大西洋沿岸聯盟年度最佳女子足球陣容（First Team）：2018[12]、2019[60]、2020[61]
- 大西洋沿岸聯盟年度第三佳女子足球陣容（Third Team）：2017[10]
- 大西洋沿岸聯盟年度最佳女子足球新生陣容（All-Freshman Team）：2017[10]
- NWSL每月最佳陣容（英语：NWSL Team of the Month）：2021年5月[62]、2023年3/4月[63]
- NWSL年度次佳陣容（英语：NWSL awards）：2021[64]、2023[65]

## 外部連結
- 艾蜜莉·福克斯的Instagram帳戶
- 艾蜜莉·福克斯的X（前Twitter）
- 艾蜜莉·福克斯在美國足球協會
- 艾蜜莉·福克斯在國家女子足球聯賽
- 艾蜜莉·福克斯 （页面存档备份，存于）在北卡羅萊納焦油腳
- 艾蜜莉·福克斯 （页面存档备份，存于）在路易維爾競技
- 艾蜜莉·福克斯 （页面存档备份，存于）在兵工廠女子足球俱樂部